# Pitirim Sorokin
Pitirim Aleksándrovich Sorokin (en ruso: Питири́м Алекса́ндрович Соро́кин) (Turya, cerca de Syktyvkar, 21 de enerojul./ 2 de febrero de 1889greg. - Winchester, 10 de febrero de 1968) fue un sociólogo estadounidense de origen ruso. Expulsado en 1922 de la Unión Soviética en los barcos de los filósofos emigró a los Estados Unidos en 1923, después de haber participado en la Revolución rusa junto con sus compañeros del Partido Social-Revolucionario. Fue diputado de la Asamblea Constituyente Rusa por Vólogda disuelta por los bolcheviques. Fue el fundador del Departamento de Sociología en la Universidad Harvard. Al igual que C. W. Mills, se opuso firmemente a las teorías de Talcott Parsons.

## Antecedentes
Pitirim Alexandrovich Sorokin nació en 1889, en el Turya, una pequeña aldea del Yarensky Uyezd, Gobernación de Vologda, Imperio Ruso. (actualmente Distrito de Knyazhpogostsky, República de Komi, Rusia), segundo hijo de padre ruso y madre Komi. El padre de Sorokin, Alexander Prokopievich Sorokin, era de Veliky Ustyug y un artesano itinerante especializado en oro y plata. Su madre, Pelageya Vasilievna, era natural de Zheshart y pertenecía a una familia de campesinos. Vasili, su hermano mayor, nació en 1885, y su hermano menor, Prokopy, nació en 1893. La madre de Sorokin murió el 7 de marzo de 1894 en el pueblo de Kokvitsa. Después de su muerte, Sorokin y su hermano mayor, Vasily, se quedaron con su padre, viajando con él por los pueblos en busca de trabajo. Al mismo tiempo, Prokopy fue acogido por su tía, Anisya Vasilievna Rimsky. Ésta vivía con su marido, Vasili Ivanovich, en el pueblo de Rimia. La infancia de Sorokin, transcurrida entre los komi, fue complicada, pero enriquecida por una educación religiosa y moral. Las cualidades morales (como la piedad, la firme creencia en el bien y el amor) cultivadas en él en aquella época darían sus frutos en su obra subsiguiente (su amitología y su llamamiento a superar la crisis de la modernidad). 
El padre de Pitirim y de su hermano mayor desarrolló el alcoholismo. Debido a ello, su padre sufría graves ataques de ansiedad y pánico, hasta el punto de abusar físicamente de sus hijos. Después de una brutal paliza que dejó una cicatriz en el labio superior de Pitirim, éste, a la edad de once años, junto con su hermano mayor, decidió que quería ser independiente y dejar de estar bajo el cuidado de su padre.
A principios del siglo XX, manteniéndose como artesano y oficinista, Sorokin asistió a la Universidad Imperial de San Petersburgo en San Petersburgo, donde obtuvo su título de posgrado en criminología y se convirtió en profesor.
Sorokin era un anticomunista. Durante la Revolución Rusa fue miembro del Partido Socialista Revolucionario, partidario del Movimiento Blanco y secretario del primer ministro Alexander Kerensky. Tras la Revolución de Octubre, Sorokin continuó luchando contra los líderes comunistas y fue detenido por el nuevo régimen en varias ocasiones antes de ser finalmente condenado a muerte. Después de seis semanas en prisión, Sorokin fue liberado y volvió a dar clases en la Universidad de San Petersburgo, convirtiéndose en el fundador del departamento de sociología de la universidad. Como había sido un líder entre los demócratas que condujeron a la Revolución Rusa, fue buscado por las fuerzas de Lenin después de que éste consolidara su poder.
Los relatos sobre las actividades de Sorokin en 1922 difieren; puede haber sido arrestado y exiliado por el gobierno soviético, o puede haber pasado meses en la clandestinidad antes de escapar del país. Después de salir de Rusia, emigró a los Estados Unidos, donde se naturalizó en 1930. Sorokin fue solicitado personalmente para aceptar un puesto en la Universidad de Harvard, fundando el Departamento de Sociología y convirtiéndose en un crítico de su colega, Talcott Parsons. Sorokin era un ardiente opositor al comunismo, al que consideraba una "plaga del hombre", y fue diputado de la Asamblea Constituyente Rusa.
La gente consideraba a Sorokin como un líder, pero algunos lo veían como un paria, lo que puede ser la razón por la que fue exiliado. En aquella época la gente no entendía sus ideas que promovían la emancipación y el cambio, y estas teorías que aportaba no siempre eran bien aceptadas.
Sorokin fue profesor de sociología en la Universidad de Minnesota de 1924 a 1929, cuando aceptó una oferta de un puesto del presidente de la Universidad de Harvard, donde siguió trabajando hasta 1959.  Una de sus alumnas fue la escritora Myra Page.

## Inspiración
En 1910, el joven Sorokin se vio sacudido por la muerte del gran escritor ruso LN Tolstoi. En el artículo "LN Tolstoi como filósofo" (1912) realizó una reconstrucción de la enseñanza religiosa y moral de Tolstoi, que consideraba la representación filosófica de un sistema armonioso y lógico (Sorokin, 1912: 80-97). La enseñanza de Tolstoi superó los límites habituales de la filosofía tradicional y floreció en un cierto tipo de filosofía moral, que atrajo inmensamente a Sorokin. Éste delimitó la estructura de la enseñanza de Tolstoi al fundamentarla en "la tradición de cuatro grandes problemas filosóficos: la esencia del mundo; la naturaleza del ego; el problema de la cognición y la cuestión de los valores" (Johnston et al., 1994: 31). Según Tolstoi, Dios es la base de nuestra existencia y el amor es el camino hacia Dios. Sorokin formuló los principales principios que forman la base de la ética cristiana de Tolstoi: el principio del amor, el principio de la resistencia no violenta al mal y el principio de no hacer el mal. Se adhirió a estos principios durante toda su vida, lo que se demuestra en el curso de este artículo.

## Obras e intereses

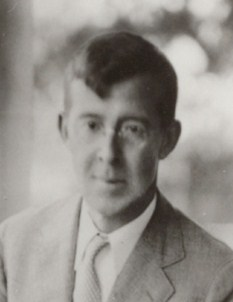
Pitirim Sorokin.

Sorokin es autor de obras como Las crisis de nuestra época y Energía y Moral, aunque su obra más relevante es Dinámica social y cultural (1937-1941). Sus teorías poco ortodoxas contribuyeron al desarrollo de la teoría de los ciclos sociales, que tuvo gran continuidad entre los sociólogos.
En su obra Dinámica social y cultural clasificaba las sociedades según su mentalidad cultural, que puede ser ideacional (realidad espiritual), sensitiva (realidad material), o idealista (síntesis de ambas). Calificó la civilización occidental contemporánea como sensitiva, dedicada al progreso tecnológico y predijo su decadencia y la aparición de una nueva era ideacional o idealista. En su obra "Personalidad, cultura y sociedad", de 1947, el autor, la define como "Sorokin en un solo libro", por lo que se la puede interpretar como una síntesis del resto de su producción.
Antes de sus logros como profesor en Estados Unidos, publicó en 1924 su obra Hojas de un diario ruso (E.P. Dutton & Co.), en la que daba cuenta diaria, y a veces horaria, de la Revolución rusa. Comenzó en febrero de 1917, donde estuvo al frente de la creación de un gobierno provisional, para ver cómo se deshacía y perdía el poder a manos de los bolcheviques en octubre de 1917. En 1950, Sorokin publicó un apéndice del libro titulado Los treinta años después. Es un relato personal y brutalmente honesto de la revolución y su exilio.
Sus polémicas teorías sobre el proceso social y la tipología histórica de las culturas se exponen en Dinámica social y cultural (4 vol., 1937-41; rev. y ed. abreviada, 1957) y en muchas otras obras. Sorokin también se interesó por la estratificación social, la historia de la teoría sociológica y el comportamiento altruista.
La obra de Sorokin sigue un patrón a lo largo del tiempo que va desde un primer periodo de escritos misceláneos, dinámica sociocultural y crítica social, y luego altruismo. Creía que el altruismo tenía mucho apoyo científico. Después de ir a Harvard en 1930, Sorokin encontró su vocación y comenzó su famoso estudio de la civilización mundial que dio lugar a la obra por la que es más conocido, Dinámica social y cultural. Esta obra marcó la pauta para la condena de nuestra cultura sensata, que destaca en todos los escritos de Sorokin desde 1937. Esta condena es parte de la razón por la que siempre se le cuestionó porque la gente no estaba preparada ni aceptaba la idea del cambio y nadie estaba dispuesto a asumir la responsabilidad de sus actos. El amplio estudio de Sorokin le convenció de que nuestra civilización es excesivamente materialista, desorganizada y está en peligro inminente de colapso. Dedicó los siguientes doce años a advertir al público del peligro y a buscar una salida y una forma de cambiar la sociedad.
Una de sus obras, "Rusia y los Estados Unidos" (1944) se considera propaganda de guerra por la paz.  Sorokin sostiene que la cultura estadounidense y la rusa tienen tanto en común que estas dos naciones, destinadas a ser los principales centros de poder de la posguerra, tendrán una base segura para la amistad. Ambas naciones ejemplifican la unidad en la diversidad. Sus culturas favorecen la amplitud de miras, el cosmopolitismo y una sana autoestima atemperada por la tolerancia hacia otras sociedades.
Sus obras son intemporales debido a que fueron capaces de abrir nuevos campos de estudio y dar paso a formas de pensamiento más innovadoras. Sus obras abarcaron una gran variedad de temas, desde la sociología rural, la guerra, la revolución, la movilidad social y el cambio social. Sin embargo, se mantuvo fiel a sus obras y parte de la razón por la que pudo luchar por tantos cambios y reformas fue su compromiso con su religión. Era de ascendencia komi y se les consideraba una de las personas más trabajadoras y religiosas de Europa.

## Tres tipos principales de integración cultural
Muchos consideran que la obra magna de Sorokins es Dinámica social y cultural. Clasifica las sociedades según su "mentalidad cultural". Ésta puede ser "ideacional" (la realidad es espiritual e inmaterial), "sensata" (la verdad es material y todas las cosas están en flujo), o "idealista" (una síntesis de las dos).
Sugirió que las civilizaciones significativas evolucionan de una mentalidad conceptual a una idealista y, finalmente, a una mentalidad sensata. Cada una de estas fases del desarrollo cultural no sólo trata de describir la naturaleza de la realidad, sino que también estipula la naturaleza de las necesidades y objetivos humanos que deben satisfacerse, el grado en que deben satisfacerse y los métodos de satisfacción. Sorokin ha interpretado la civilización occidental contemporánea como una civilización sensata, dedicada al progreso tecnológico, y ha profetizado su caída en la decadencia y el surgimiento de una nueva era ideacional o idealista. En Fads and Foibles, critica la investigación de Lewis Terman Genetic Studies of Genius, mostrando que su grupo seleccionado de niños con alto IQ lo hizo tan bien como lo habría hecho un grupo aleatorio de niños seleccionados de entornos familiares similares.

## Cinco dimensiones del amor
Según Pitirim A. Sorokin, pionero de la investigación equilibrada del altruismo, la energía del amor tiene al menos cinco dimensiones: Intensidad, Extensión, Duración, Pureza y Adecuación de su manifestación en acciones objetivas, en relación con su propósito interior. En intensidad, el amor oscila entre el cero y el punto más alto posible, denotado arbitrariamente como infinito. En extensión, el amor va desde el punto cero del amor a uno mismo solamente, hasta el amor a toda la humanidad, a todas las criaturas vivas y a todo el universo. En la duración, el amor puede ir desde el momento más corto posible hasta los años o toda la vida de un individuo o de un grupo. En cuanto a la pureza, el amor va desde el amor motivado únicamente por el amor, sin la mancha de un "motivo sucio" de utilidad, placer, ventaja o beneficio, hasta el "amor sucio", en el que el amor no es más que un medio para alcanzar un fin utilitario o hedonista o de otro tipo, en el que el amor es sólo el goteo más delgado en una corriente fangosa de aspiraciones y propósitos egoístas. En la adecuación del amor, se basa en la expectativa de cada persona de mostrar amor, ser amable y comprender las consecuencias de sus acciones.
En su obra sobre el amor, "El amor altruista", Sorokin espera dar los primeros pasos para descubrir qué tipo de personas son propensas a convertirse en santas o prójimas, y finalmente sentar las bases para producir más personas que se ajusten a este perfil para el mejoramiento de la sociedad. Para ello, estudió las vidas de santos, vecinos y otras personas en función de su sexo, género, raza y estatus socioeconómico.

## Diferenciación social, estratificación social y conflicto social
El trabajo de Sorokin abordó tres teorías significativas: la diferenciación social, la estratificación social y el conflicto social. La idea de diferenciación social describe tres tipos de relaciones sociales. El primero es el familiarista, que es el tipo al que generalmente aspiramos. Es la relación más solidaria, en la que se tienen en cuenta los valores de todos los implicados y en la que existe una gran interacción.
La estratificación social se refiere al hecho de que todas las sociedades están divididas jerárquicamente, con estratos superiores e inferiores y una distribución desigual de la riqueza, el poder y la influencia entre los estratos. Siempre hay cierta movilidad entre estos estratos. Las personas o grupos pueden ascender o descender en la jerarquía, adquiriendo o perdiendo su poder e influencia.
El conflicto social hace referencia a la teoría de la guerra de Sorokin. Ya sea en el ámbito interno de una nación o en el internacional, la paz se basa en la similitud de valores entre un país o entre diferentes naciones. La guerra tiene una fase destructiva en la que se destruyen los valores y una fase declinante, en la que se restablecen algunos de ellos. Sorokin pensaba que el número de guerras disminuiría con el aumento de la solidaridad y la disminución del antagonismo. Si los valores de una sociedad hicieran hincapié en el altruismo en lugar del egoísmo, la incidencia de la guerra disminuiría.

## Impacto en personalidades influyentes

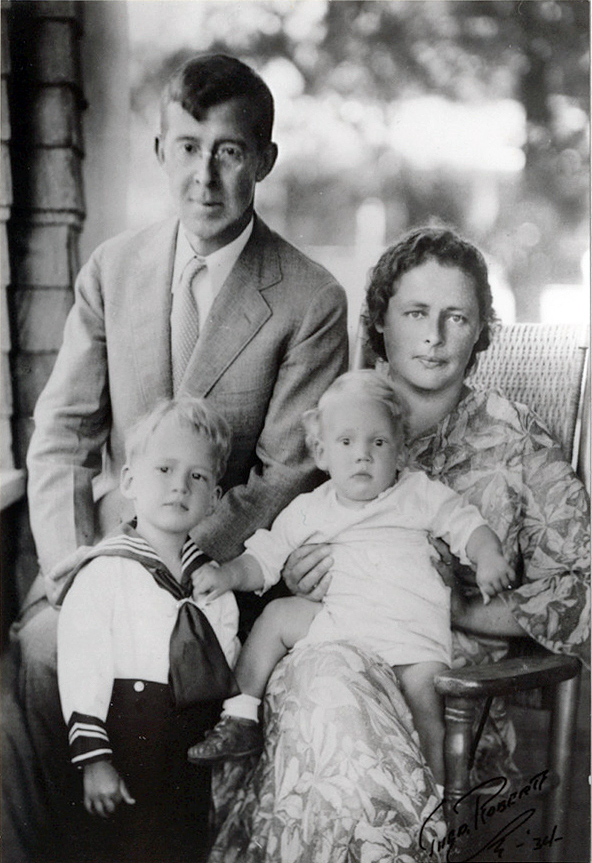
Imagen de Pitirim Sorokin y su esposa junto a sus dos hijos en 1934.

Sorokin impactó al historiador Allan Carlson. Estaba de acuerdo con Sorokin y su desaprobación del comunismo. Carlson también se consideraba pro-familia y estaba de acuerdo con las opiniones de Sorokin sobre cómo el entorno más ideal para una familia es vivir en ciudades íntimas y pequeñas como pueblos.
Sorokin también impactó al cuadragésimo octavo vicepresidente, Michael Pence, quien lo citó mientras defendía su fallida Resolución de la Cámara, la Enmienda de Protección del Matrimonio en 2006, cuando había debates sobre el matrimonio entre personas del mismo sexo. Pence declaró: «El matrimonio importa según los investigadores». El sociólogo de Harvard Pitirim Sorokin descubrió que, a lo largo de la historia, el colapso de la sociedad siempre se producía tras el advenimiento del deterioro del matrimonio y la familia«.
En 1942, Rushton Coulborn y W. E. B. Du Bois elogiaron a Sorokin, describiéndolo como uno de sus grandes científicos sociales contemporáneos.
Sorokin escribió al presidente John F. Kennedy en 1961, cuando Estados Unidos se encontraba en un momento de máxima fricción con Rusia. En su carta, Sorokin se declaraba conocedor de la interacción con los líderes comunistas. También intentaba hacer un llamamiento para que no hubiera guerra, ya que creía que ninguno de los problemas subyacentes se resolvería hasta que «las relaciones mutuas fueran sustituidas por verdaderas relaciones amistosas». También pide que Kennedy se refiera a su trabajo sociológico «Convergencia mutua de los Estados Unidos y la U.R.S.S. al tipo sociocultural mixto» para ayudar a su decisión sobre la guerra y qué hacer con la relación entre los Estados Unidos y Rusia. 